# Saint-Barthélemy-de-Bussière
Saint-Barthélemy-de-Bussière is een gemeente in het Franse departement Dordogne (regio Nouvelle-Aquitaine) en telt 244 inwoners (1999). De plaats maakt deel uit van het arrondissement Nontron.

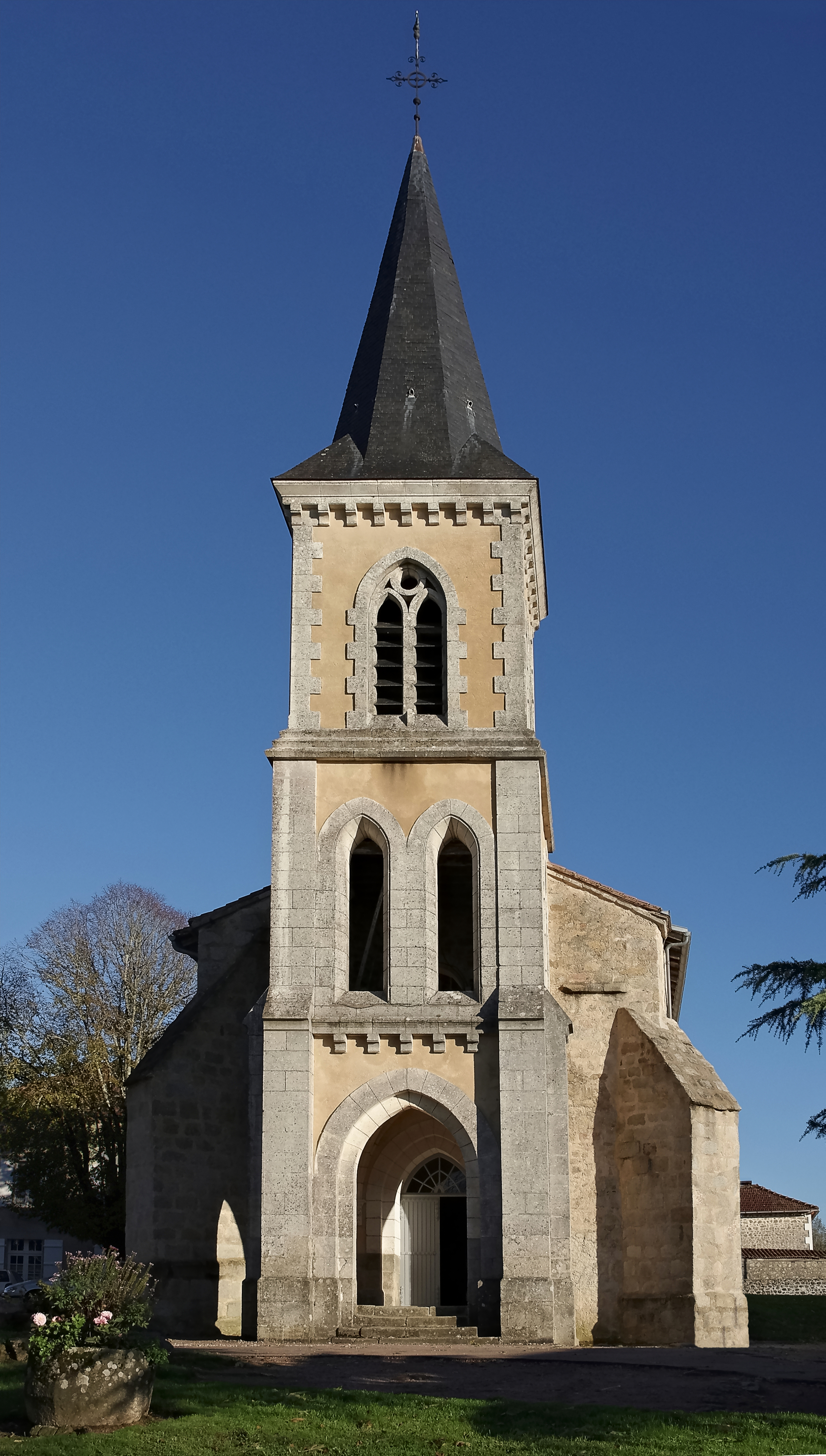
Kerk van Saint-Barthélemy-de-Bussière
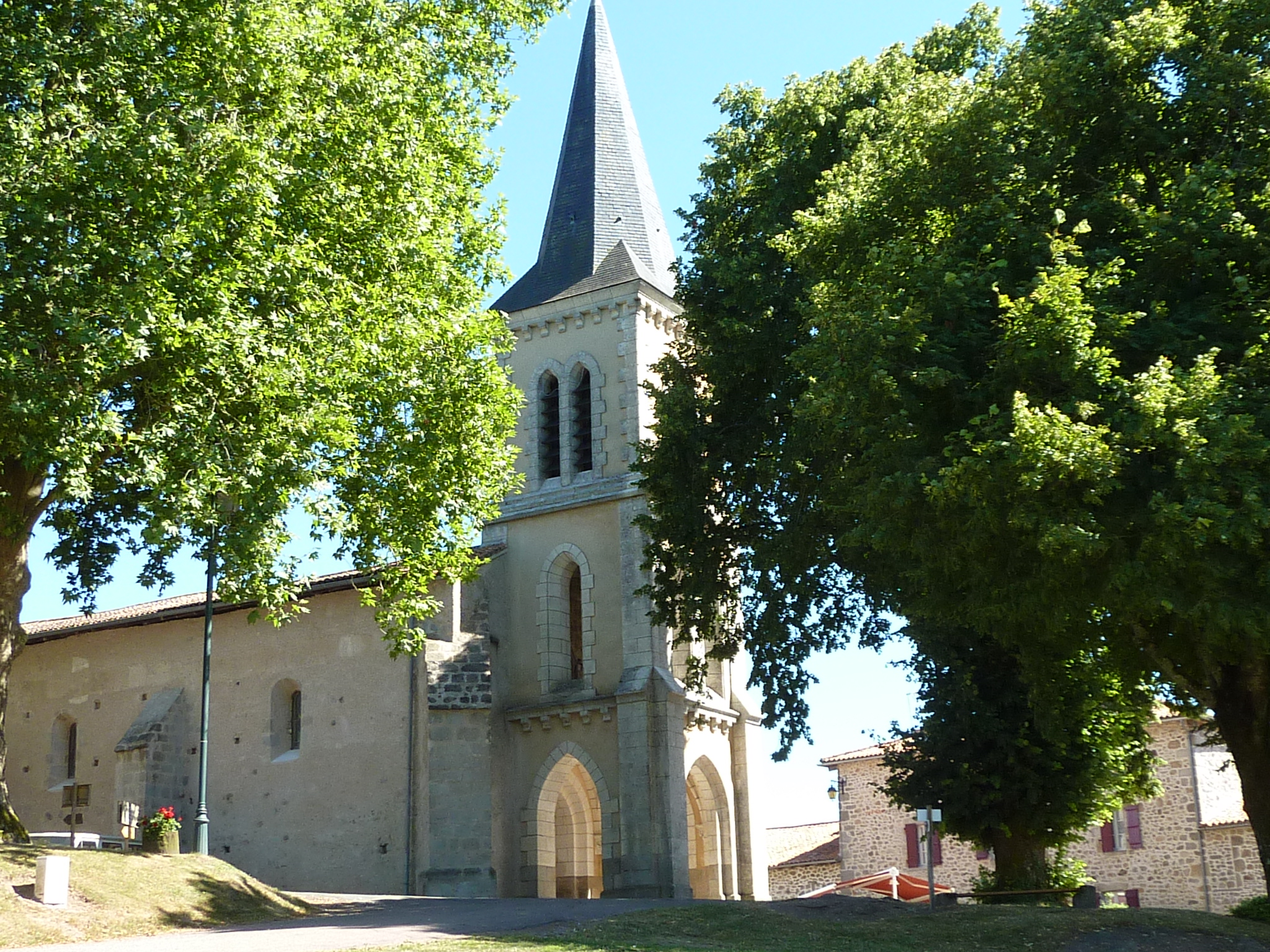
Burcht van Saint-Barthélemy-de-Bussière
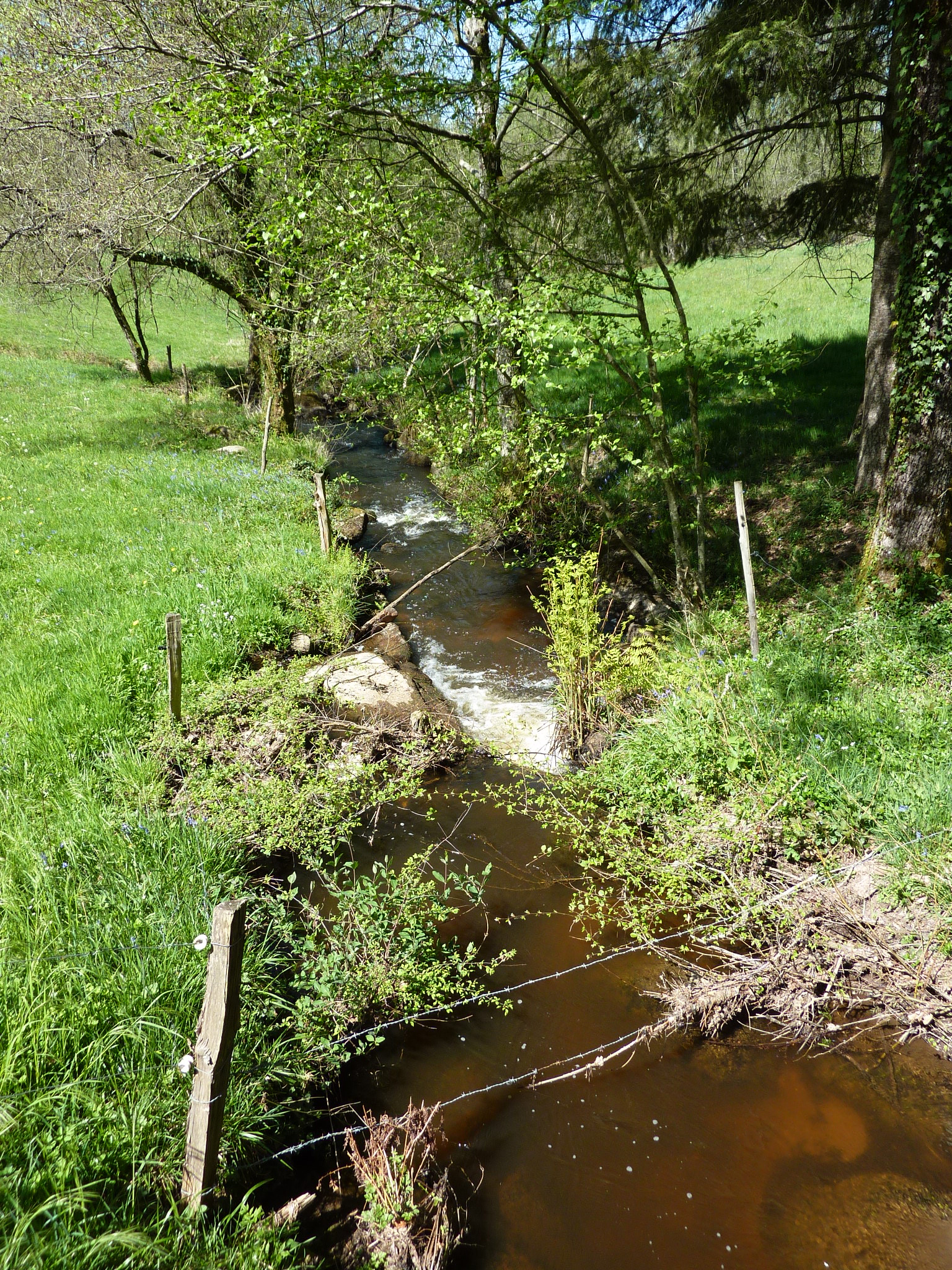
Le Trieux
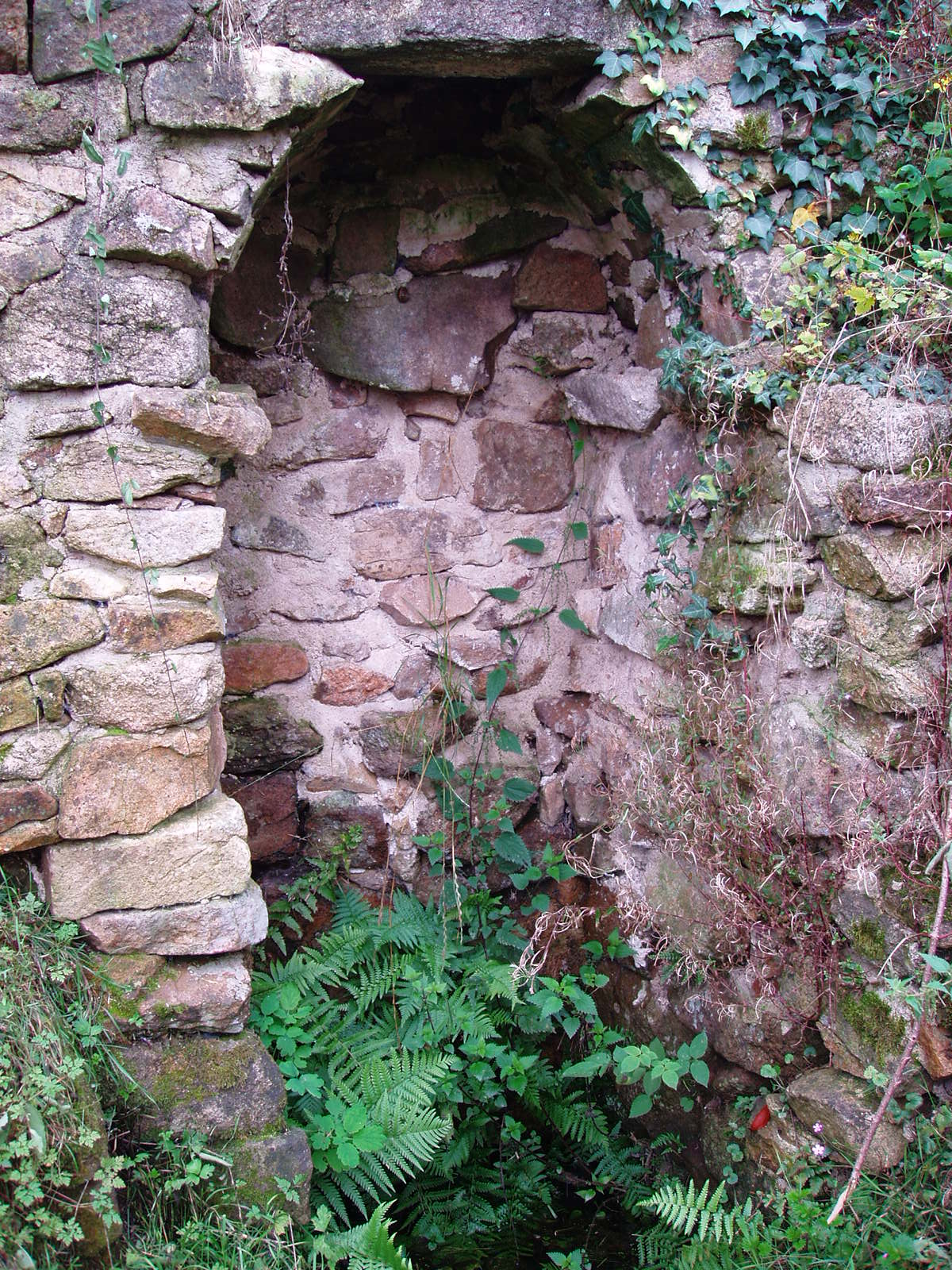
St Barth
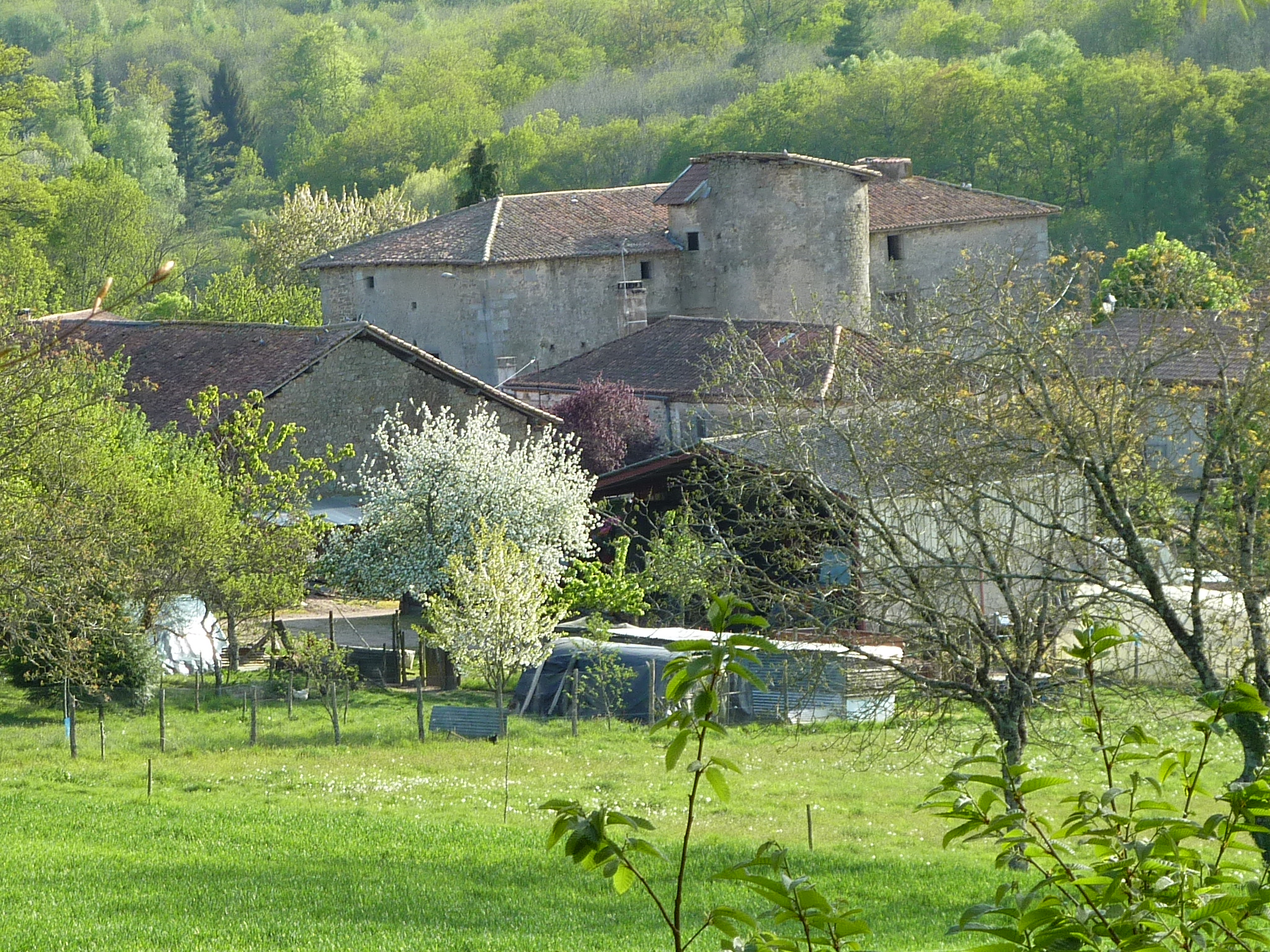
Le Manoir de Lamorinie

## Geografie
De oppervlakte van Saint-Barthélemy-de-Bussière bedraagt 15,1 km², de bevolkingsdichtheid is 16,2 inwoners per km².
De onderstaande kaart toont de ligging van Saint-Barthélemy-de-Bussière met de belangrijkste infrastructuur en aangrenzende gemeenten.

## Demografie
Onderstaande figuur toont het verloop van het inwonertal (bron: INSEE-tellingen).